# ER 56
Der ER 56 war ein ab 1955 entwickelter elektronischer Rechenautomat des Stuttgarter Unternehmens Standard Elektrik Lorenz (SEL) mit einem Fokus auf Datenverarbeitung. Es wurden neun Exemplare hergestellt, davon wurden sechs verkauft und drei im unternehmenseigenen Rechenzentrum eingesetzt. Die Rechner wurden in der Logistik, in Behörden und staatlichen Unternehmen, sowie an Technischen Hochschulen und Universitäten betrieben. Der ER 56 gehört zu den ersten für Computergrafik verwendeten Rechnern.

## Funktionsweise

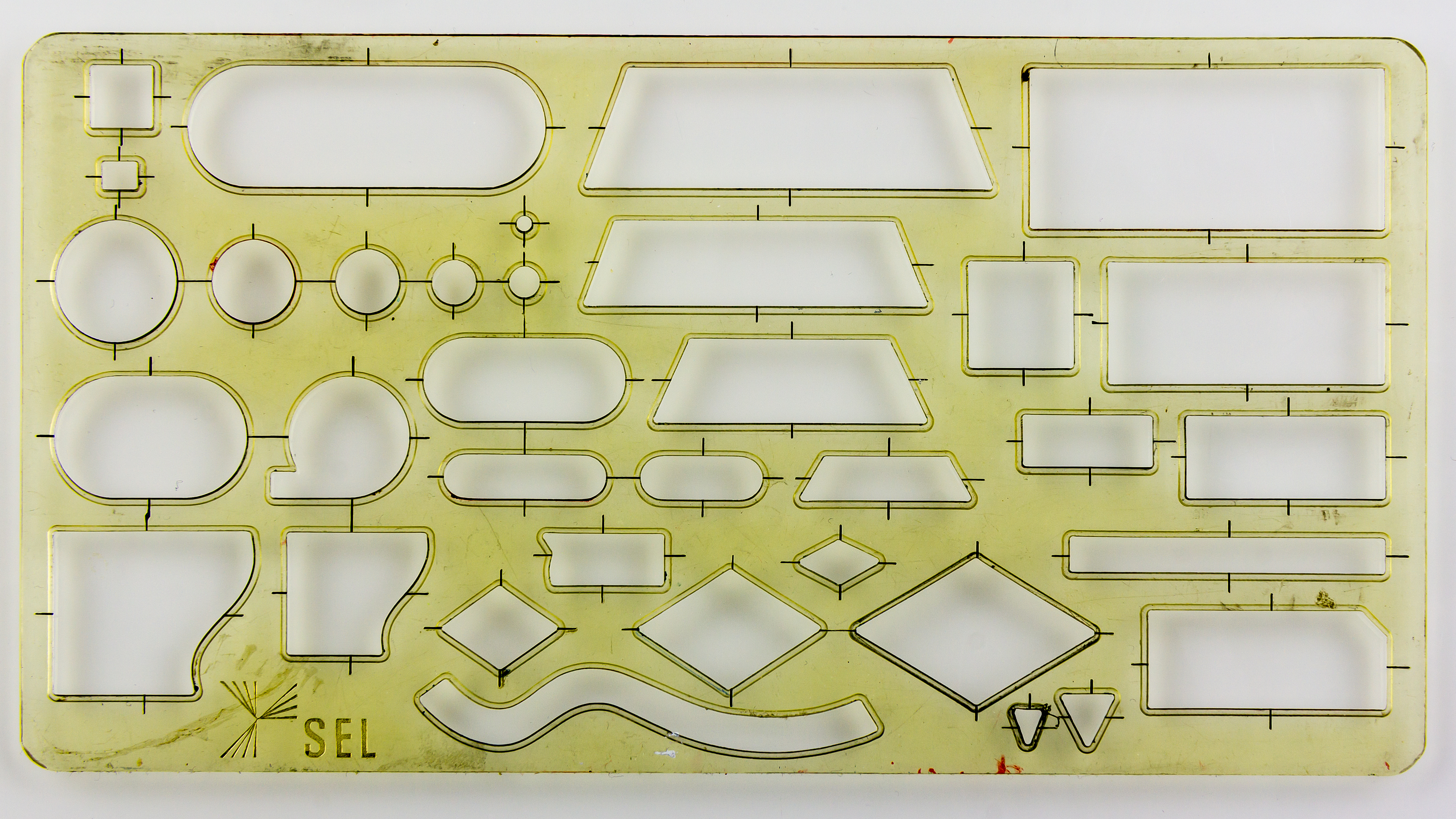
Zeichenschablone für Flussdiagramme, Zubehör zum ER 56

Zum Einsatz kamen anstelle von Elektronenröhren ausschließlich Transistoren, da diese eine höhere Ausfallsicherheit hatten. Außerdem hatten sie im Vergleich einen niedrigeren Platz- und Stromverbrauch.
Die konkrete Ausführung des ER 56 variierte. Bei einem ER 56 im SEL-Rechenzentrum kamen 30.000 Transistoren und 50.000 Dioden zum Einsatz. Die durchschnittliche Taktrate betrug 2 kHz. Die Wortlänge betrug 35 bit. Der Arbeitsspeicher konnte insgesamt 4400 Wörter aufnehmen, also umgerechnet ca. 19,3 kB, und hatte eine Zugriffszeit von 5 Mikrosekunden. Anders als damals noch teilweise üblich, wurde kein separater Pufferspeicher verwendet, sondern dieser mit dem Arbeitsspeicher zusammengelegt. Als Ergänzungsspeicher kamen eine Magnettrommel mit 12.000 Wörtern, also 52,5 kB, und einer Zugriffszeit von durchschnittlich 10 Millisekunden sowie acht Magnetbänder mit jeweils 2 Millionen Wörtern und damit einem Gesamtvolumen von 70 MB zum Einsatz.
Es wurde das Rechnen mit Fest- und Gleitkommazahlen unterstützt. Mehrere Programme konnten mittels Time-Sharing parallel ausgeführt werden. Das System hatte eine durchschnittliche Verfügbarkeit von 95 %.
Die Programmierung des ER 56 erfolgte in Maschinencode. Zum Planen von Programmen wurden Flussdiagramme verwendet. SEL bot eine eigene Zeichenschablone als Zubehör an, um deren Anfertigung zu vereinfachen. An der TH Stuttgart wurden 1964 die Programmiersprache SYMBOL und ein Übersetzungsprogramm für den ER 56 entwickelt.

## Geschichte
Den Anstoß für die Entwicklung von elektronischen Rechenanlagen bei SEL gab ein Auftrag des Versandunternehmens Quelle für eine automatische Auftragsbearbeitung und Lagerbuchhaltung im Jahr 1955. Andere Anbieter hatten den Auftrag abgelehnt. Computer wurden zu jener Zeit hauptsächlich für technische und wissenschaftliche Aufgaben eingesetzt. Am Nikolaustag 1956 war das Informatik-System für Quelle fertiggestellt. Es war damals vermutlich die größte spezialisierte Datenverarbeitungsanlage der Welt. Die Anmeldung des Konzepts zur automatischen Auftragsbearbeitung und Lagerbuchhaltung zum Patent wurde von Gustav Schickedanz gefördert, Georg Kramm wurde in dieser als Erfinder genannt. Die Peripherie mit 50 Datenerfassungsplätzen und zugehörigen Druckern für die Materialentnahmescheine und Rechnungen wurde unter Leitung von Helmut Gröttrup entwickelt. Später wurde die Zahl der Arbeitsplätze auf 400 erhöht. Das Informatik-System wurde 16 Jahre lang von Quelle betrieben.
1958 stellte das Informatikwerk Stuttgart, das noch unter der Standard Elektrik AG gegründet worden war, durch Karl Steinbuch unter Mitwirkung von Hans-Joachim Dreyer und Rolf Basten auf der Hannover Messe den „elektronischen Rechenautomaten ER 56“ vor und bewarb ihn als erste volltransistorisierte Rechenanlage aus Deutschland. Steinbuch, inzwischen Technischer Direktor und Leiter der Zentralen Forschung des Unternehmens, legte seine Aufgabe jedoch zum Jahresende 1958 nieder, um einem Ruf der Technischen Hochschule Karlsruhe für eine Stellung als Ordinarius und Institutsleiter zu folgen. Im selben Jahr nahm die Deutsche Bundesbahn ein volltransistoriertes Fährschiff-Reservierungssystem von SEL in Betrieb.
Im Jahr 1960 wurde ein ER 56 im SEL-Rechenzentrum aufgestellt, ein weiterer als Versuchsanlage zur Automatisierung des Postscheckdienstes bei der Deutschen Bundespost. Im selben Jahr wurde auch an der TH Stuttgart ein ER 56 in Betrieb genommen. Später wurde der ER 56 von der TH Stuttgart an die Universität Kaiserslautern abgegeben.
Im Jahr 1961 nahm die dänische Fluggesellschaft SAS eine Anlage für Fluggewichtserfassung und Ladungsverteilung mit einem in Lizenz gebauten Computersystem namens „ZEBRA“ auf Basis des ER 56 mit mehreren Eingabeplätzen in Betrieb. Der Aufbau dieses Systems soll sich aber zu einem Fiasko für SEL entwickelt haben.
Karl Steinbuch wollte nach seinem Wechsel von SEL an die TH Karlsruhe umgehend eine Anlage als Universitätsrechner für sein Institut an der Fakultät für Maschinenwesen erwerben. Im Jahr 1962 erhielt er über die Deutsche Forschungsgemeinschaft die Mittel zur Beschaffung. In diesem Jahr nahm zudem ein ER 56 an der Universidad de Chile seinen Betrieb auf. Weitere Anlagen gelangten in die Universitäten Bonn und Köln.
In der Folgezeit widmete sich Standard Elektrik Lorenz vermehrt der Entwicklung von Peripheriegeräten und ist spätestens 1964 aus der Herstellung von Computern ausgestiegen.

## Peripheriegeräte
Standard Elektrik Lorenz bot zur Ausgabe auf Lochstreifen einen Lochstreifenstanzer SL 614 und Lochstreifen-Schnellstanzer CR 3000 an. Für das Drucken alphanumerischer Zeichen wurden von SEL Zeilen-Schnelldrucker mit einer Breite von 40 bis 190 Zeichen sowie ein SEL Mosaik-Schnelldrucker CR 1000, der Zeichen aus mehreren Einzelpunkten zusammensetzte, angeboten. Für das Einlesen von Daten wurden jeweils fotoelektrische Lochstreifen- und Lochkartenleser angeboten.
Frieder Nake entwickelte an der TH Stuttgart ein Übersetzungsprogramm, um den Graphomat Z64 von der Zuse KG mit einem ER 56 verwenden zu können. Die Zuse KG bot entsprechende Software nur für die eigenen Computer an. Die Übertragung der Bewegungsanweisungen fand über Lochstreifen statt. Auf dem ER 56 der TH Stuttgart ließ Nake zwischen 1964 und 1965 unter anderem die Serien Geradenscharen, Hommage à Paul Klee, Rechteckschraffuren und Zufälliger Polygonzug mit insgesamt mehr als 100 einzelnen Werken berechnen, welche im November 1965 auf der weltweit dritten Ausstellung von computergenerierter Kunst in der Galerie Wendelin Niedlich gezeigt wurden. Die Werke sind mit NAKE/ER56/Z64 maschinell signiert.

## Spende an Kunstakademie
Zwei voll funktionsfähige ER 56, zusammen 25 Tonnen schwer, tauchten Ende 1971 überraschend an der Stuttgarter Kunstakademie auf. Sie waren bei Standard Elektrik Lorenz intern eingesetzt, abgeschrieben und nun an den an der Akademie umstrittenen Gastdozenten Ernst Knepper verschenkt worden, um als Hilfsmittel für Architekten, Designer und Künstler bei der Entwicklung von Modellen zur Umweltplanung zu dienen. Knepper, bereits zuvor im Streit mit der Akademieleitung, hatte auf einen entsprechenden Vorschlag keine Antwort erhalten. Anschließend transportierte er die Bauteile mit geliehenen Lastwagen, Hubstaplern, Flaschenzügen und tatkräftiger Unterstützung von mehreren Freunden über Nacht in die Akademie. Sie wurden in einen Glastrakt gebracht und dort gut sichtbar aufgestellt. Die Aktion wurde von Presse- und Rundfunkvertretern begleitet und es wurde bundesweit darüber berichtet. Die Form der Inszenierung wurde mit Joseph Beuys verglichen.
Innerhalb der Kunstakademie wurde erörtert, ob und wie die Computer betrieben werden könnten. Der Rektor der Akademie, Herbert Hirche, forderte Knepper dazu auf, die unerwünschte Spende wieder abzutransportieren, und erhob schließlich eine Klage wegen Hausfriedensbruchs. Kurz darauf klagte auch das Kultusministerium auf Beseitigung. Knepper räumte die Computer jedoch nicht. Anfang 1975 wurde die Räumung durch die Akademie veranlasst, die Bauteile wurden auf ein Werksgelände des Landes gebracht.  Die beiden Computer wurden 1981 versteigert.
Die beiden Rechner hätten die ersten sein können, die an einer Kunstakademie in Lehre und Forschung eingesetzt wurden. Die Akademie hätte damit der Slade School of Fine Art am University College London zuvorkommen können, welche 1972 einen Computer erwarb und in Betrieb nahm.